# Fränkischer Gebirgsweg
Der Fränkische Gebirgsweg – 2007 als Fernwanderweg eröffnet – erschließt das nordöstliche Franken für Wanderer und ist eine Alternative zum Nordteil des Frankenweges.
Seinen Ausgangspunkt hat der Fränkische Gebirgsweg – wie der Frankenweg – am Ende des Rennsteiges in Blankenstein im Frankenwald. Er führt insgesamt 440 km durch Frankenwald, Fichtelgebirge und Steinwald, die Fränkische Schweiz und die Hersbrucker Schweiz. Endpunkt des Weges ist Hersbruck. Dort mündet der Fränkische Gebirgsweg wieder in den Frankenweg.
45 Kilometer des Fernwanderweges liegen im Frankenwald, 220 km im Fichtelgebirge, 120 km in der Fränkischen Schweiz und 32 km in der Hersbrucker Schweiz. Er berührt dabei unter anderem auch die Ortschaften Issigau, Rothleiten, Selbitz, Schauenstein, Edlendorf, Laubersreuth, Münchberg, Zell im Fichtelgebirge, Weißenstadt, Kirchenlamitz, Arzberg, Waldsassen, Fuchsmühl, Pullenreuth, Nagel, Bischofsgrün, Creußen, Obernsees, Aufseß, Hollfeld, Waischenfeld, Pottenstein, Pegnitz, Betzenstein und Plech.
Der Weg wird vom Frankenwaldverein, vom Fichtelgebirgsverein, vom Fränkische-Schweiz-Verein und vom Fränkischen Albverein unterhalten und vom Tourismusverband Franken unterstützt. Die offizielle Eröffnung des Weges erfolgte Ende September 2007 auf dem Ochsenkopf durch Bayerns Umweltminister Werner Schnappauf.

## Sehenswürdigkeiten
- Burg Schauenstein (Frankenwald), Schauenstein
- Oberfränkisches Feuerwehrmuseum, Schauenstein
- Heimatmuseum, Schauenstein
- Weberhausmuseum Neudorf, Schauenstein
- Großer Waldstein: Naturschutzgebiet mit gigantischen Felsen im nördlichen Fichtelgebirge
- Waldsteinburg, Zell im Fichtelgebirge
- Burg Epprechtstein, Kirchenlamitz
- Volkskundliches Gerätemuseum Bergnersreuth, Arzberg
- Dreifaltigkeitskirche Kappl, Waldsassen
- Kloster Waldsassen
- Kösseine: Naturschutzgebiet mit großer Granitblockhalde, Aussichtsturm, Unterkunftshaus
- Luisenburg-Felsenlabyrinth, Bad Alexandersbad
- Goethefelsen Ochsenkopf, Bischofsgrün
- Schwebeseilbahn Ochsenkopf, Talstation Nord
- Goldbergbaumuseum Goldkronach
- Altes Schloss und Hofgarten Eremitage Bayreuth
- Markgräfliches Opernhaus, Bayreuth
- Richard-Wagner-Museum Bayreuth
- Felsengarten Sanspareil, Wonsees
- Burg Rabenstein, Ahorntal
- Sophienhöhle, Ahorntal
- Eibgrat: ein 1,5 km langer Felsgrat mit kleinen Kletterstellen, auf dem der Fränkische Gebirgsweg nordöstlich von Spies entlang läuft.
- Der Märzenbecherwald von Algersdorf
- Deutsches Hirtenmuseum, Hersbruck

## Auszeichnung
Der Deutsche Wanderverband hat den Fränkischen Gebirgsweg mit dem Prädikat Qualitätsweg Wanderbares Deutschland ausgezeichnet.
Bewertet wurden unter anderem die Naturbelassenheit, Beschilderung, wanderkundiges Personal, Wanderfrühstück sowie die Möglichkeit zum Gepäcktransport.